# Виларацо (Тревизо)
Виларацо је насеље у Италији у округу Тревизо, региону Венето.
Према процени из 2011. у насељу је живело 684 становника. Насеље се налази на надморској висини од 46 м.